# 中島大輔 (野球)
中島 大輔（なかしま だいすけ、2001年6月4日 - ）は、和歌山県日高郡川辺町（現：日高川町）出身のプロ野球選手（外野手）。右投左打。東北楽天ゴールデンイーグルス所属。
日本プロ野球における、連続三塁打数日本記録（4試合）保持者。

## 経歴

### プロ入り前
和歌山県川辺町（現:日高川町）出身。川辺西小学校および早蘇中学校時代は和歌山御坊ボーイズに在籍していた。
龍谷大学付属平安高等学校では入学後すぐに左膝を手術、同年秋には左足首を痛め、2年春から通常の練習ができるようになった。同年秋からベンチ入りして1番打者を務める。3年春の第91回選抜高等学校野球大会に出場し、ベスト8に進出した。同年夏は京都大会準決勝で立命館宇治に敗れた。
高校卒業後は青山学院大学へ進学。1年秋から外野手のレギュラーを務め、2部リーグ戦で優勝して1部昇格を果たした。3年秋は2試合連続の本塁打を記録するなどして、初のベストナインに選出された。4年時には主将を務め、全日本大学野球選手権大会で優勝。同学年の常廣羽也斗、下村海翔と共に日米大学野球選手権大会の日本代表に選出された。
2023年10月26日に開催されたドラフト会議にて、東北楽天ゴールデンイーグルスから6位指名を受けた。ドラフト後に出場した明治神宮野球大会では初戦で足を負傷。それでも慶應義塾大学との決勝では先発出場し、全力疾走ができない状態ながらも盗塁を記録するなど活躍したが、チームは敗れた。11月22日に契約金3000万円、年俸700万円で仮契約した。背番号は32。同ドラフトでは、大学同期の下村海翔が阪神タイガースから1位指名、常廣羽也斗が広島東洋カープから1位指名されている。

### 楽天時代
2024年は開幕一軍入りこそ逃したが7月2日の時点でイースタン・リーグで61試合出場、打率.284・1本塁打・14打点・10盗塁と結果を残し一軍に昇格。同日の対オリックス・バファローズ戦（はるか夢球場）で代打として初出場を果たし相手の守護神であるアンドレス・マチャドから二塁打を放ちプロ初安打を記録した。7月6日の対福岡ソフトバンクホークス戦（みずほPayPayドーム福岡）では「7番・左翼手」としてプロ初の先発出場を果たし二塁打を含むマルチ安打に加えプロ初の盗塁を記録した。7月10日の対千葉ロッテマリーンズ戦では廣畑敦也からプロ初打点となる適時三塁打を放った。7月20日開催のフレッシュオールスターゲームに選出されたが、7月18日にチーム事情を理由に出場を辞退した。
2025年、7月9日の埼玉西武ライオンズ戦で菅井信也から三塁打を放ち、プロ野球タイ記録（1960年の長嶋茂雄と並び）となる4試合連続三塁打を記録した。

## 選手としての特徴・人物
勝負強い巧打と俊足好守が魅力の外野手。50m走のタイム5秒96を記録（一塁到達タイムは3秒6）。
ファンから呼ばれたい愛称は「なかし」、「だいちゃん」。
高校時代はおとなし過ぎる性格から監督の原田英彦に「幽霊」と呼ばれていた。大学3年時に不調に陥ったことで、チームメイトに「どうしたら良くなるか」と初めて積極的に質問し、技術だけでなく人間的にも変わるきっかけとなったという。
ドラフトでは会議後半に6位で指名されたため、広島から1位指名されたチームメイト・常廣羽也斗が記者会見していた後方で歓声が上がった。この時、常廣に指名挨拶をするために来ていた広島の監督・新井貴浩から「楽天入団おめでとう！またオープン戦や交流戦で会いましょう」とエールが送られている。

## 詳細情報

### 年度別打撃成績
| 年 度     | 球 団     | 試 合 | 打 席 | 打 数 | 得 点 | 安 打 | 二 塁 打 | 三 塁 打 | 本 塁 打 | 塁 打 | 打 点 | 盗 塁 | 盗 塁 死 | 犠 打 | 犠 飛 | 四 球 | 敬 遠 | 死 球 | 三 振 | 併 殺 打 | 打 率 | 出 塁 率 | 長 打 率 | O P S |
| --------- | --------- | ----- | ----- | ----- | ----- | ----- | -------- | -------- | -------- | ----- | ----- | ----- | -------- | ----- | ----- | ----- | ----- | ----- | ----- | -------- | ----- | -------- | -------- | ----- |
| 2024      | 楽天      | 37    | 128   | 123   | 18    | 28    | 8        | 1        | 1        | 41    | 10    | 1     | 0        | 0     | 0     | 2     | 0     | 3     | 21    | 2        | .228  | .258     | .333     | .591  |
| 通算：1年 | 通算：1年 | 37    | 128   | 123   | 18    | 28    | 8        | 1        | 1        | 41    | 10    | 1     | 0        | 0     | 0     | 2     | 0     | 3     | 21    | 2        | .228  | .258     | .333     | .591  |

- 2024年度シーズン終了時

### 年度別守備成績
| 年 度 | 球 団 | 外野  | 外野  | 外野  | 外野  | 外野  | 外野     |
| 年 度 | 球 団 | 試 合 | 刺 殺 | 補 殺 | 失 策 | 併 殺 | 守 備 率 |
| ----- | ----- | ----- | ----- | ----- | ----- | ----- | -------- |
| 2024  | 楽天  | 35    | 67    | 3     | 0     | 1     | 1.000    |
| 通算  | 通算  | 35    | 67    | 3     | 0     | 1     | 1.000    |

- 2024年度シーズン終了時

### 記録
初記録
- 初出場・初打席・初安打：2024年7月2日、対オリックス・バファローズ12回戦（はるか夢球場）、9回裏に阿部寿樹の代打で出場、アンドレス・マチャドから右二塁打[18]
- 初先発出場：2024年7月6日、対福岡ソフトバンクホークス11回戦（みずほPayPayドーム福岡）、「7番・左翼手」で先発出場
- 初盗塁：同上、8回表に二盗（投手：澤柳亮太郎、捕手：海野隆司）
- 初打点：2024年7月10日、対千葉ロッテマリーンズ13回戦（ZOZOマリンスタジアム）、7回表に廣畑敦也から右越適時三塁打
- 初本塁打：2024年8月2日、対埼玉西武ライオンズ16回戦（ベルーナドーム）、5回表に今井達也から右越2ラン

その他の記録
- 4試合連続三塁打（2025年7月5日 - 7月9日）※日本記録タイ[28]、パ・リーグ記録

### 背番号
- 32（2024年[14] - ）

### 代表歴
- 2023年 第44回日米大学野球選手権大会 日本代表